# Votivmässa
En votivmässa är inom romersk-katolska kyrkan en mässa oberoende av kyrkoåret med ett särskilt tema. Den kan firas när den innevarande dagen inte har något bestämt tema eller utgör en bestämd firningsdag.
Votivmässor kan firas om den heliga Treenigheten, korsets mysterium, eukaristin (nattvarden), den helige Ande, jungfru Maria, apostlarna (allmänt eller bestämda apostlar), om alla helgon med mera. En annan typ av votivmässa är den som firas vid inledningen av en konklav, Pro Eligendo Pontifice.